# Westtatra
Die Westtatra (auch Westliche Tatra, slowak. Západné Tatry, poln. Tatry Zachodnie, deutsch auch Liptauer Alpen) ist ein Gebirge an der Grenze zwischen der Slowakei und Polen. Sie ist Teil der Tatra, die wiederum zu den Inneren Westkarpaten gehört.
Die Westtatra liegt westlich der bekannteren Hohen Tatra. Sie nimmt eine Fläche von ca. 400 km² ein. Ihr höchster Gipfel ist die Bystrá mit 2248 m.

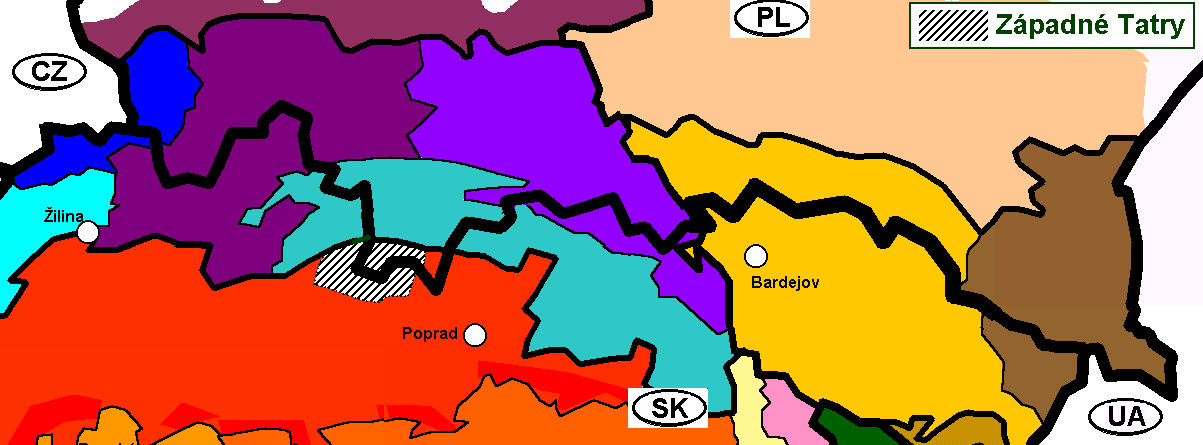
Die Westtatra innerhalb der Geomorphologischen Einteilung der Slowakei und Polens

## Abgrenzung
Die Westtatra wird begrenzt
- im Norden von der Talsenke Tatra-Talsenke (poln. Rów Podtatrzański),
- im Osten von der Hohen Tatra,
- im Süden vom Talkessel Podtatranská kotlina,
- im Westen vom Gebirge Chočské vrchy.

Die Grenze zur Hohen Tatra wird nach der aktuell gültigen geomorphologischen Gliederung im Sattel Ľaliové sedlo (poln. Liliowe, deutsch: Liliensattel), die zu den Chočské vrchy im Pass Hutianske sedlo gesehen.

## Gliederung

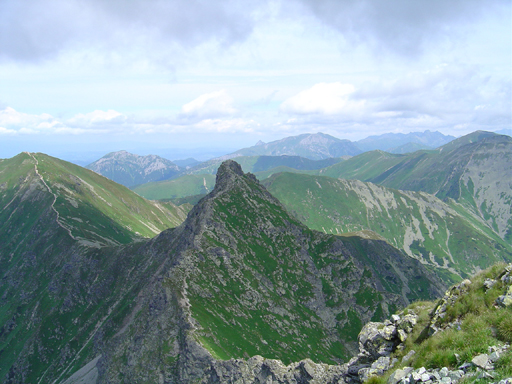
Ostrý Roháč

Der slowakische Teil des Gebirges wird in sechs geomorphologische Untereinheiten eingeteilt:
- Osobitá (höchster Gipfel: Osobitá, 1687 m)
- Sivý vrch (Sivý vrch, 1805 m)
- Liptovské Tatry (Bystrá, 2248 m)
- Roháče (Baníkov, 2178 m)
- Červené vrchy (Kresanica, poln. Krzesanica, 2122 m)
- Liptovské kopy (Veľká kopa, 2052 m)

Roháče bezeichnet den zentralen Teil der Westtatra; in der Slowakei wird dieser Begriff in der Umgangssprache manchmal für das gesamte Gebirge verwendet.
In Polen werden vier Areale unterschieden:
- Grześ,
- Kasprowy Wierch,
- Czerwone Wierchy (entspricht den Červené vrchy),
- Ornak.

## Charakter

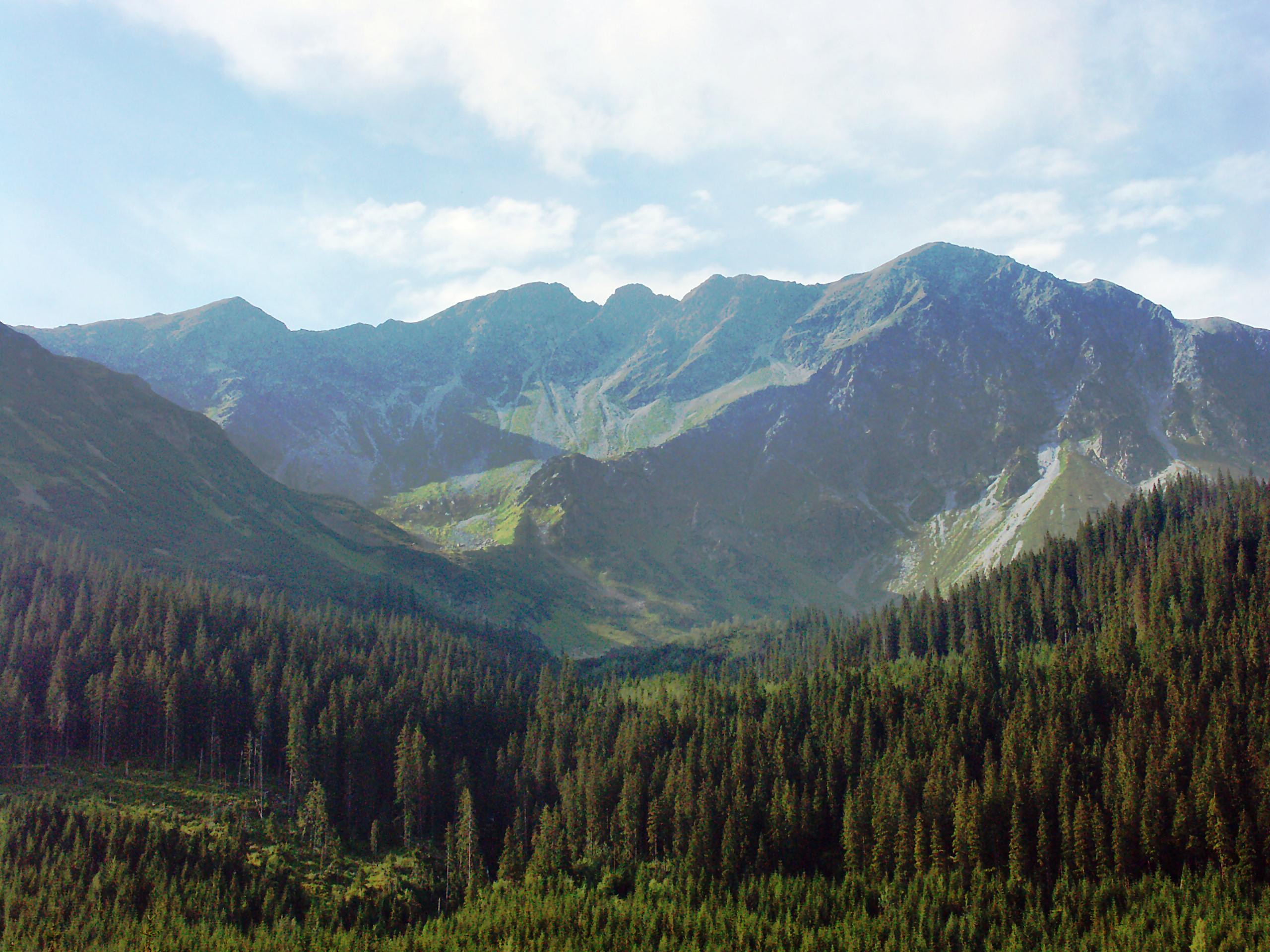
Roháče

Die Westtatra besteht sowohl aus Kalk- wie auch aus kristallinem Gestein. Diese Verschiedenartigkeit führte sowohl zu abwechslungsreichen Landschaften, aber auch zu einer recht ausgeprägten Pflanzenvielfalt.
Der Hauptkamm des Gebirges ist ca. 30 km lang und verläuft in west-östlicher Richtung. Die von ihm abzweigenden Seitenkämme sind – ähnlich wie in der Hohen Tatra – im Norden etwas länger als im Süden.
Der zentrale Teil – Roháče –  ist überwiegend felsig und weist gegenüber den anderen Teilen der Westtatra am ehesten Hochgebirgscharakter auf.
Die Waldgrenze liegt bei etwa 1500 m; darüber erstreckt sich bis ca. 1800 m eine von dichtem Krummholz bewachsene Zone. Oberhalb dieser dominieren Wiesen und Felsen.

## Tourismus
Trotz ihrer eindrucksvollen Landschaft steht die Westtatra – was das Besucherinteresse betrifft – im Schatten der Hohen Tatra.
Im Gebirge existiert ein dichtes Wanderwegenetz. Auch der Hauptkamm ist – bis auf einen etwa 5 km langen Abschnitt im Ostteil – begehbar. Wichtige touristische Stützpunkte in der Westtatra sind die Siedlung Zverovka im Nordwesten und die Berghütte Žiarska chata im Süden.

## Naturschutz

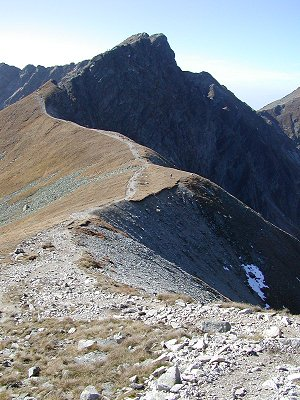
Baníkov

Auf slowakischer Seite wurde im Jahr 1949 der Tatra-Nationalpark (Tatranský národný park, TANAP) begründet. Dieser umfasste – neben der Hohen Tatra und den Beler Kalkalpen (Belianske Tatry) – zunächst nur den Ostteil der Westtatra mit den Berggruppen Červené vrchy und Liptovské kopy. 1987 wurde der Nationalpark dann auf die gesamte Westtatra ausgedehnt.
Inner- und außerhalb des Nationalparks sind eine Reihe besonders wertvoller Gebiete unter strengeren Schutz gestellt worden:
- Brestovská jaskyňa,
- Juráňova dolina,
- Kotlov zľab,
- Mačie diery,
- Medzi bormi,
- Mních,
- Osobitá,
- Roháčske plesá,
- Sivý vrch,
- Suchá dolina,
- Tichá dolina,
- Úplazíky.

In Polen besteht seit 1954 der Nationalpark Tatrzański Park Narodowy  (TPN). Besonders geschützte Areale sind hier
- Bobrowiec,
- Koryciska,
- Pisana, Tomanowa, Pyszna,
- Pod Kominami,
- Starorobociańska, Jarząbcza, Chochołowska Wyżnia,
- Tereny ponad górną granicą lasu,
- Wyżnia Mała Łąka, Wantule.

## Bedeutende Erhebungen
- Bystrá, 2248 m
- Jakubina, 2194 m
- Baranec, 2184 m
- Baníkov, 2178 m
- Klin (poln. Starorobociański Wierch), 2176 m
- Pachoľa, 2167 m
- Hrubá kopa, 2166 m
- Blyšť (poln. Błyszcz), 2159 m
- Veľká Kamenistá (poln. Kamienista), 2159 m
- Hrubý vrch (poln. Jarząbczy Wierch), 2137 m
- Tri kopy, 2136 m
- Plačlivé, 2126 m
- Ostrý Roháč, 2088 m
- Kresanica (poln. Krzesanica), 2122 m
- Spálená, 2083 m
- Smrek, 2072 m
- Smrečiny (poln. Smreczyński Wierch), 2068 m
- Volovec, 2064 m
- Veľká kopa, 2052 m
- Salatín, 2048 m
- Krížna, 2040 m
- Beskyd (poln. Beskid), 2012 m
- Kasprov vrch (poln. Kasprowy Wierch), 1985 m
- Brestová, 1903 m
- Giewont, 1895 m
- Sivý vrch, 1805 m
- Osobitá, 1687 m

## Haupttäler

### In Polen
- Dolina Olczyska,
- Dolina Bystrej (Seitentäler: Dolina Jaworzynki, Dolina Kasprowa, Dolina Goryczkowa, Dolina Kondratowa),
- Dolina Białego,
- Dolina ku Dziurze,
- Dolina Strążyska,
- Dolina za Bramką,
- Dolina Małej Łąki,
- Dolina Kościeliska (Seitentäler: Dolina Miętusia, Dolina Tomanowa, Dolina Pyszniańska),
- Dolina Lejowa,
- Dolina Chochołowska (Seitentäler: Dolina Starorobociańska, Dolina Jarząbcza, Dolina Chochołowska Wyżnia)

### In der Slowakei
- Tichá dolina (Seitentäler: Valentkova dolina, Špania dolina, Tomanovská dolina, Dolina Hliná, Kamenistá dolina),
- Bystrá dolina,
- Úzka dolina,
- Račková dolina (Seitental: Gáborova dolina),
- Jamnícka dolina,
- Trnovská dolina,
- Žiarska dolina,
- Jalovecká dolina (Seitentäler: Parichvost, Bobrovecká dolina),
- Suchá dolina,
- Juráňová dolina,
- Bobrovecká dolina,
- Studená dolina (Seitentäler: Látaná dolina, Roháčska dolina),
- Sivá dolina,
- Dolina Borovej vody

## Gewässer

### Seen
- Dudowe Stawki
- Kasprowy Stawek
- Kosowinowe Oczko
- Maturowy Stawek
- Roháčske plesá
- Siwe Stawki
- Smreczyński Staw

## Einige Ortschaften in der Umgebung
- Zakopane
- Chochołów
- Pribylina
- Jakubovany
- Liptovský Ondrej
- Žiar
- Zuberec
- Habovka